# ژرف‌دره

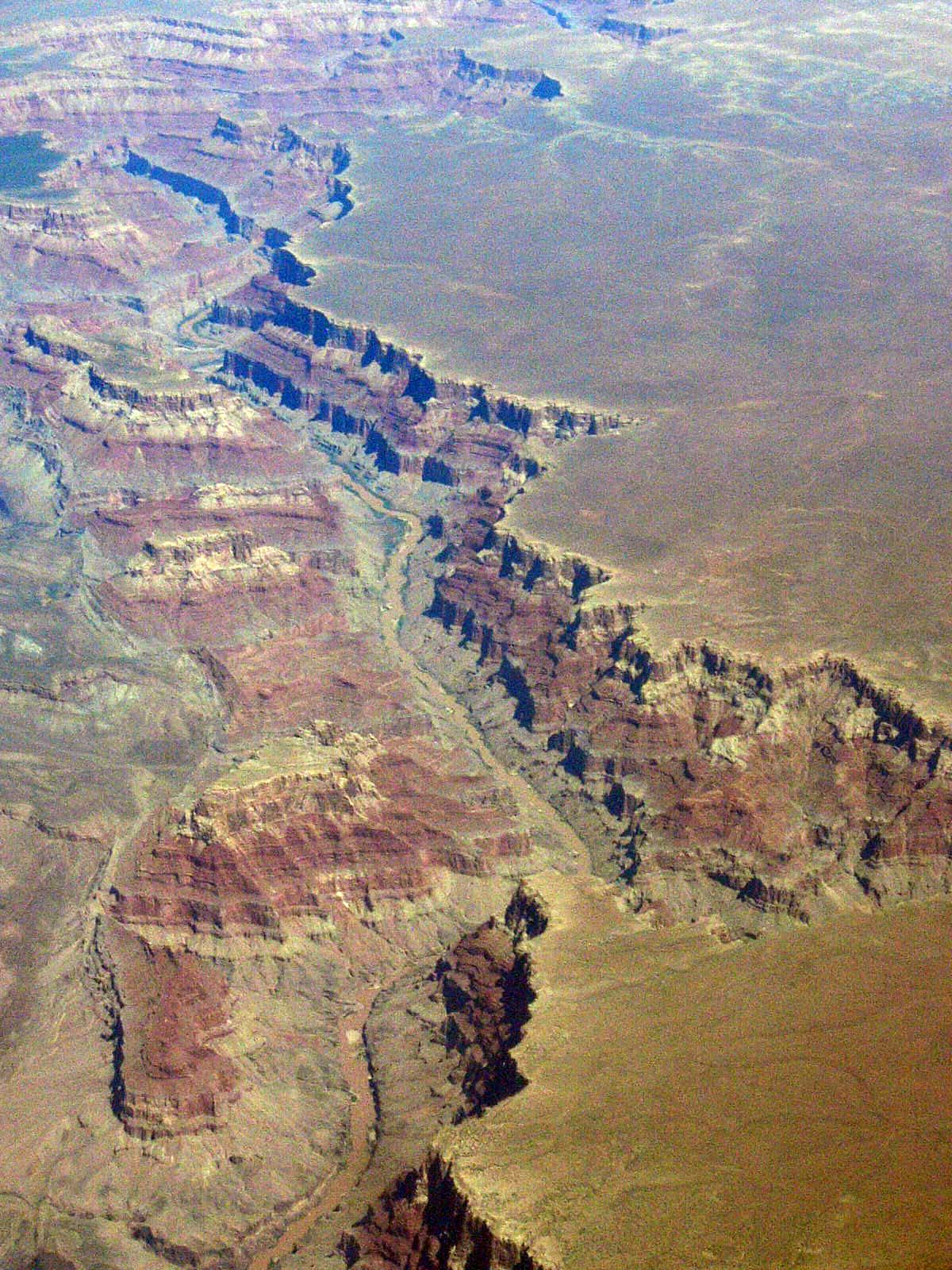
گرند کنیون (ژرف‌دره بزرگ) در آریزونا، نمونه‌ای از یک ژرف‌دره

ژرف‌درّه یا کنیون (به انگلیسی: canyon)، دره‌ای کشیده و عمیق و نسبتاً باریک است با دیواره‌های پرشیب که اغلب رودی در کف آن جریان دارد.

## ریشه‌شناسی
کنیون در زبان انگلیسی به معنای ژرف‌دره است. گرند کنیون به عنوان بزرگترین ژرف‌دره در جهان شناخته می شود که نام آن به معنای ژرف‌دره بزرگ است.

## ژرف‌دره ها
از ژرف‌دره‌های ایران می‌توان به تنگه هایقر و ریجاب اشاره کرد.